# Wysokie Mazowieckie
Wysokie Mazowieckie (udtale:[vɨˈsɔkʲɛ mazɔˈvjɛt͡skʲɛ]) er en by  i den sydvestlige del af voivodskabet Podlaskie i det nordøstlige Polen,  med   9.155(2021)  indbyggere og et areal på 	15,24 km².  Den  er administrationsby i  af  powiatet (amt) Wysokie Mazowieckie.
I byen ligger der et af de største mejeriselskaber i denne del af Europa - "Mlekovita".
I 2018 var byen blandt de rigeste kommuner i Polen,  rangeret som nr. 11. i landet.

## Jødisk kirkegård
Den jødiske kirkegård i Wysokie Mazowieckie  blev ødelagt under 2. verdenskrig. Den blev restaureret i 2006 vedligeholdes regelmæssigt af Fonden til Bevarelse af den jødiske arv i Polen. Den jødiske kirkegård indeholder et mindesmærke over lokale jøder, der blev myrdet under Holocaust. Mindesmærket blev udsat for hærværk i august 2012.